# Colin McRae Rally
Colin McRae Rally og mere nyligt, Dirt, er en racerspilsserie, der er udviklet og udgivet af Codemasters. Colin McRae Rally og Dirt 2 er siden blevet udviklet og udgivet til Mac OS X af Feral Interactive.